# 以诺 (该隐之子)
以諾（希伯來語：חֲנוֹךְ）天主教譯為哈诺客，是在《聖經》及《塔納赫》裡记载的該隱及阿萬的兒子，亞當和夏娃的孫子。根據《創世紀》，該隱因殺害弟弟亞伯而被上帝放逐，之後妻子懷孕並生下以諾。該隱並將其所建立的第一個城市，以兒子名字命名為以諾。

## 參看
- 以挪士
- 以诺